# فرانتس بکر
فرانتس بکر (انگلیسی: Franz Becker; ۱ مارس ۱۹۱۸ – ۲۶ مهٔ ۱۹۶۵) بازیکن فوتبال اهل آلمان بود.
از باشگاه‌هایی که در آن بازی کرده‌است می‌توان به باشگاه فوتبال کلن اشاره کرد.